# Georgia King
Georgia May King (Edimburgo, 18 novembre 1986) è un'attrice scozzese.

## Biografia
Figlia di Jonathan Hyde, ha esordito nella miniserie TV Jane Eyre. È più conosciuta per aver interpretato il ruolo di Harriet, la caposcuola nel film Wild Child (2008), e della crudele Sophie nel film slasher Tormented (2009). Inoltre ha recitato in 'One Night In november' al Teatro di Belgrado a Coventry, nell'ottobre e novembre del 2010, oltre ad aver preso parte nel film Chalet Girl.
È apparsa nel 6º episodio della 3ª stagione della serie tv Merlin, interpretando la principessa Elena, nell'episodio "The Changeling/Lo scambio"e in un episodio della serie tv Skins, precisamente interpretando la sorella di Franky nella 6 stagione.
Nel maggio 2023, King ha annunciato su Instagram di essere diventata madre da poco. Ha avuto una relazione con il comico Ben Schwartz.

## Filmografia

### Cinema
- Wild Child, regia di Nick Moore (2008)
- La duchessa (The Duchess), regia di Saul Dibb (2008)
- Tormented, regia di Jon Wright (2009)
- Tanner Hall - Storia di un'amicizia (Tanner Hall), regia di Francesca Gregorini e Tatiana von Furstenberg (2009)
- Ladri di cadaveri - Burke & Hare (Burke & Hare), regia di John Landis (2010)
- Chalet Girl, regia di Phil Traill (2011)
- One Day, regia di Lone Scherfig (2011)
- Cockneys vs Zombies, regia di Matthias Hoene (2012)
- Alla ricerca di Jane (Austenland), regia di Jerusha Hess (2013)
- Uccidi i tuoi amici (Kill Your Friends) (2016)

### Televisione
- Jane Eyre, regia di Susanna White – miniserie TV (2006)
- The History of Mr Polly, regia di Gillies MacKinnon – film TV (2007)
- The Shadow in the North – film TV (2007)
- Plus One – serie TV (2007)
- Little Dorrit – miniserie TV (2008)
- Free Agents – serie TV, episodio 1x01 (2009)
- Poirot (Agatha Christie's Poirot) – serie TV, episodio 12x03 (2010)
- Off the Hook – serie TV (2009)
- Merlin – serie TV (2009)
- Sugartown – serie TV (2011)
- The New Normal – serie TV, 22 episodi (2012-2013)
- Vice Principals – serie TV, 9 episodi (2016)